# Joséphine Pagnier
Pour les articles homonymes, voir Pagnier.
Joséphine Pagnier, née le 4 juin 2002 à Pontarlier, est une sauteuse à ski française.

## Biographie
Elle nait dans une famille de sauteur à ski : son père Joël est le responsable des tremplins de Chaux-Neuve et sa grand-mère pratiquait déjà la discipline, alors interdite aux femmes.
Elle commence le saut à ski à l'âge de huit ans, ayant déjà pratiqué le ski de fond.
Pagnier est licenciée au club de Chaux-Neuve et son entraîneur est Damien Maître.
En 2015, elle prend part à ses premières compétitions internationales de saut dans le cadre de la Coupe des Alpes (OPA), où elle se classe cinquième et atteint les 100 mètres à Oberwiesenthal à l'été 2016. En fin d'année 2016, elle gagne les deux seules courses de Coupe continentale de l'hiver à Notodden et remporte donc le classement général. 
Elle a aussi pris part à des compétitions de combiné nordique entre 2014 et 2018, gagnant une manche de la Coupe OPA en 2017 à Chaux-Neuve.  
Aux Championnats du monde junior 2018, elle prend la médaille de bronze au concours par équipes. Finalement (ayant au moins quinze ans), elle fait ses débuts dans la Coupe du monde en décembre 2018 à Prémanon, où elle marque son premier point (30e).
Aux Championnats du monde à Seefeld en 2019, elle est 31e en individuel et septième par équipes. Ensuite lors de l'étape de Trondheim, elle prend la treizième place pour s'offrir son meilleur résultat de l'hiver. 
Elle est médaillée d'argent en individuel et de bronze par équipes mixtes aux Jeux olympiques de la jeunesse d'hiver de 2020 à Lausanne. En 2020, elle défend avec succès son titre de championne de France obtenu en 2019.
Lors de la saison 2021-2022, elle réalise les meilleures performances de sa carrière en coupe du monde en se classant 6e et 4e des manches de Willingen en janvier 2022, puis en obtenant son premier podium en finissant 3e à celle d'Hinzenbach en février 2022. Elle termine à la 11e place aux Jeux olympiques de Pékin 2022 à l'épreuve individuelle petit tremplin.
Lors de la toute première épreuve féminine de vol à ski le 19 mars 2023 à Vikersund, un concours « FIS » sur le tremplin Vikersundbakken, elle a la chance de faire partie des 15 sauteuses retenues. Elle termine quinzième, mais elle devient néanmoins ce jour-là la nouvelle détentrice du record de France de saut à ski avec 156 mètres, record détenu jusqu'alors par Julia Clair.
Le 3 décembre 2023, au lendemain d'une deuxième place, elle remporte sa première victoire en Coupe du monde à Lillehammer. Elle prend alors la tête du classement provisoire de la Coupe du monde 2023-2024. Douze jours plus tard, elle remporte sa deuxième victoire consécutive à Engelberg.
Le 17 mars 2024 à Vikersund sur le tremplin Vikersundbakken, en étant dans les 20 premières sauteuses du classement provisoire, elle participe à la toute première épreuve de coupe du monde féminine de vol à ski (17 d'entre elles ayant finalement sauté). Elle termine treizième, et améliore son propre record de France avec un saut de 181,0 mètres.

## Palmarès

### Jeux olympiques d'hiver
| Épreuve / Édition  | Pékin 2022                       |
| Tremplin normal    | 11e                              |
| Grand tremplin     | Épreuve inexistante à cette date |
| Par équipes mixtes | -                                |
| Par équipes        | Épreuve inexistante à cette date |

Légende :
- : première place, médaille d'or
- : deuxième place, médaille d'argent
- : troisième place, médaille de bronze
- - : Non disputée par Joséphine Pagnier

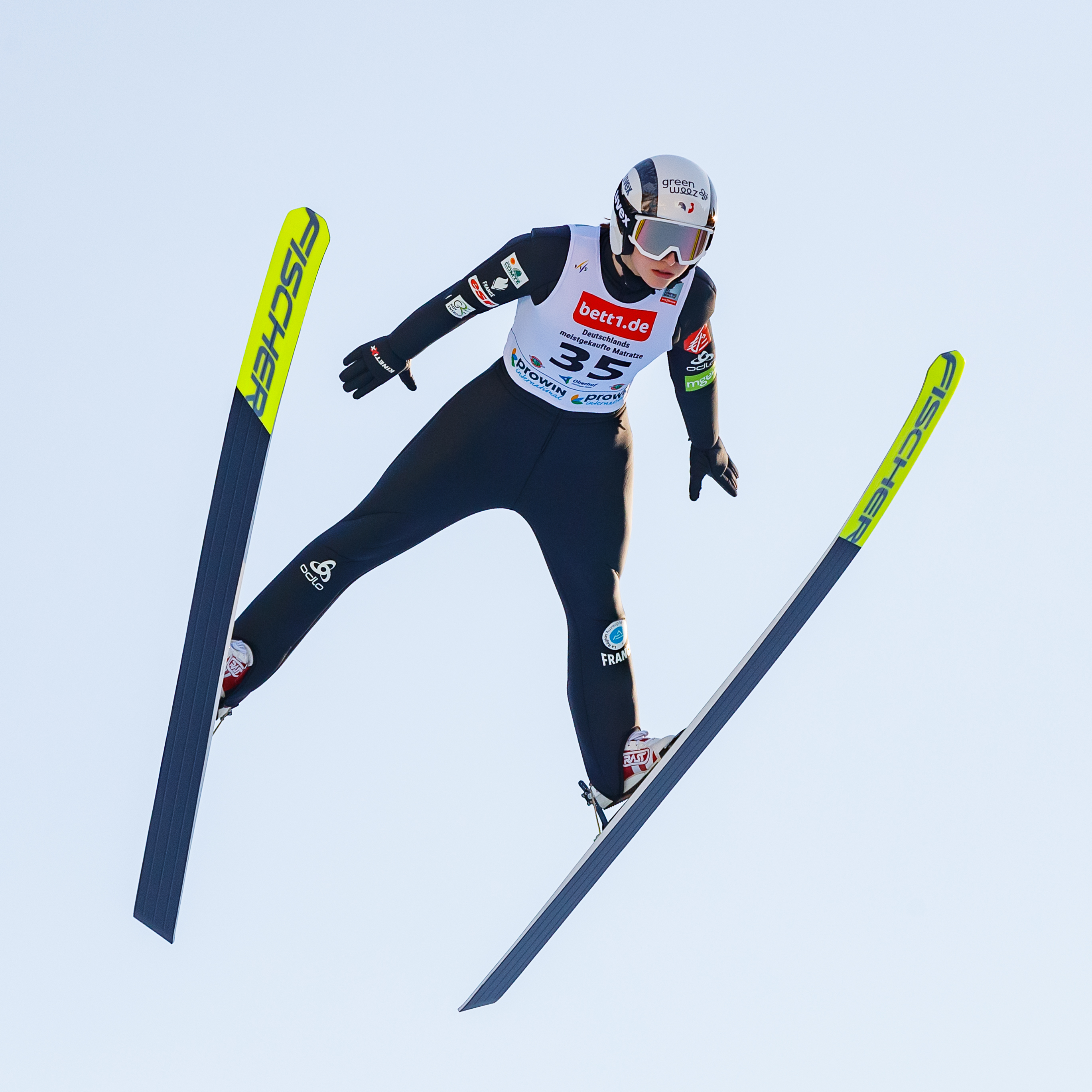
Joséphine Pagnier durant la coupe du monde d'Oberhof 2022.

- : pas d'épreuveJoséphine Pagnier durant la coupe du monde d'Oberhof 2022.

### Championnats du monde
| Épreuve / Édition  | Seefeld 2019                     | Oberstdorf 2021 |
| Petit Tremplin     | 31e                              | 16e             |
| Grand tremplin     | Épreuve inexistante à cette date | 22e             |
| Par équipes mixtes | -                                | -               |
| Par équipes        | 7e                               | -               |

### Coupe du monde

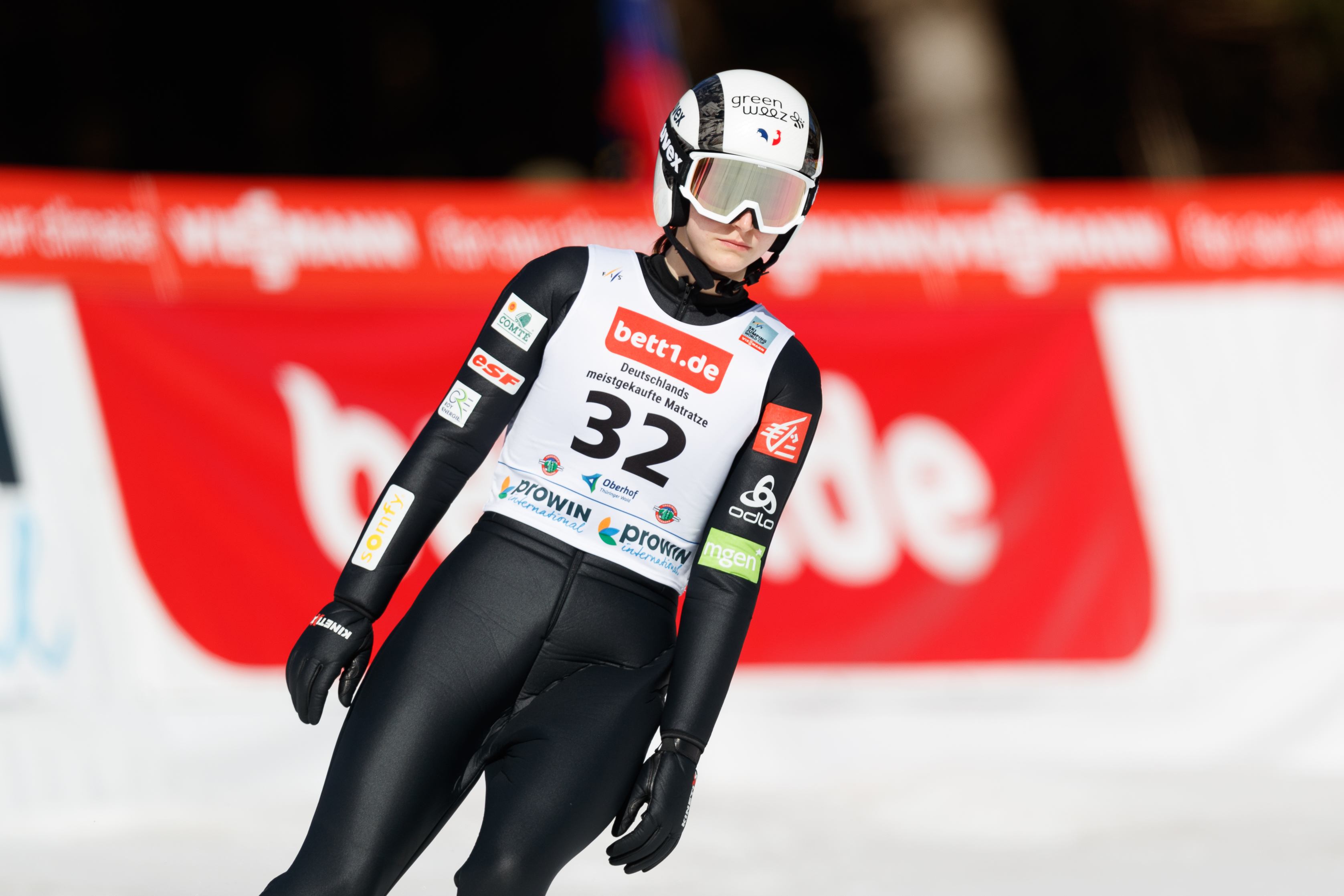
Joséphine Pagnier durant la Coupe du monde d'Oberhof 2022.

- Meilleur classement général : 11e en 2022.
- 4 podiums individuels : 2 victoires, 1 deuxième place et 1 troisième place.

#### Victoires individuelles
| Année     | Lieu                                      |
| 2023-2024 | Lillehammer (Norvège), Engelberg (Suisse) |

#### Classements généraux annuels
| Année | Rang |
| 2019  | 30e  |
| 2020  | 32e  |
| 2021  | 22e  |
| 2022  | 11e  |
| 2023  | 16e  |

### Championnats du monde junior
- Lahti 2021 : 
  -  Médaille d'argent individuel

- Kandersteg 2018 :
  -  Médaille de bronze par équipes.

### Jeux olympiques de la jeunesse
- Lausanne 2020 :
  -  Médaille d'argent individuelle en saut à ski.
  -  Médaille de bronze en saut par équipes.

### Coupe continentale
- Vainqueur de l'édition hivernale 2017.
- 2 victoires.

### Championnats de France
- Championne de France individuel saut à ski en 2019, 2020, 2021, 2022.
- Championne de France par équipe saut à ski en 2022.